# Эд-Дуруз
Эд-Дуру́з, Эд-Друз,  или Дже́бель-Друз (араб. جبل الدروز‎ — дже́бель эд-Дуру́з, буквально «горы друзов») — вулканический массив в южной части Сирии и Иордании.
Высочайшая вершина — Эль-Джейна (1803 м). Массив сложен преимущественно базальтами, окружён обширными лавовыми полями. На склонах и вершинах расположены кратеры, действовавшие в плиоцене. На массиве произрастает пустынная растительность. 
В Библии упоминаются как горы Авран (Иез. 47:16.18), находящиеся в области Васан (Пс 67:16), на границе пустыни, примерно в 100 км восточнее южного побережья Геннисаретского озера. Согласно «Библейской энциклопедии Брокгауза», в этой местности когда-то действовал вулкан. В древнеримскую эпоху она называлась Авранитидой и включала в себя чрезвычайно плодородную равнину, лежащую западнее и северо-западнее массива Эд-Друз.
Горы населены преимущественно арабами-друзами, а также арабами-христианами, то существенно отличает данный регион Сирии от других.